# Хорн, Деннис Мортон
Деннис Мортон Хорн (англ. Dennis Morton Horne; 19 октября 1920 — 3 мая 2015) — английский шахматист.

## Биография
После Второй мировой войны Деннис Мортон Хорн ушел из армии в звании капитана и учился в Оксфордском университете, где серьезно увлекся шахматами. На Международном шахматном турнире в Плимуте 1948 года он победил бывшего чемпиона мира по шахматам Макса Эйве. В 1949 году он занял 2-е место в турнире по швейцарской системе чемпионате Великобритании по шахматам. Он был острым шахматистом и часто использовал такой шахматный дебют, как Королевский гамбит. Деннис Мортон Хорн представлял сборную Англии на шахматной олимпиаде в 1952 году, где он выиграл индивидуальную серебряную медаль. В 1954 году он принял участие в Международном шахматном конгрессе в Гастингсе, в котором занял последнее место, но победил гроссмейстера Фридрика Олафссона. В последующие годы, чем меньше времени Деннис Мортон Хорн тратил на шахматы, тем больше он становился одержимым бриджем.